# Guennadi Tumilóvitx
Guennadi Tumilóvitx (belarús: Геннадий Тумилович)  (Minsk, 3 de setembre de 1971) és un exfutbolista belarús de la dècada de 1990.
Fou 32 cops internacional amb la selecció de Belarús.
Pel que fa a clubs, defensà els colors de FC Dinamo Minsk, Antwerp i Luch-Energiya Vladivostok.